# Christine A. Maier
Christine A. Maier (* 1969 in Graz) ist eine österreichische Kamerafrau.

## Leben
Maier studierte Kamera und Bildgestaltung an der Hochschule für Musik und Darstellende Kunst in Wien und ist seit Anfang der 1990er Jahre als Kamerafrau tätig. 1998 drehte Maier ihren ersten abendfüllenden Spielfilm Nordrand von Barbara Albert, der im Wettbewerb der Filmfestspiele in Venedig 1999 seine Premiere feierte. Für ihre Arbeiten wurde sie 2000 mit dem österreichischen Förderungspreis für Filmkunst ausgezeichnet. 2005 fotografierte sie den bosnischen Spielfilm Grbavica von Jasmila Zbanic, der 2006 den Goldenen Bären bei der Berlinale gewann.
Für Licht wurde sie mit dem Österreichischen Filmpreis 2018 in der Kategorie Beste Kamera ausgezeichnet. 2019 wurde Maier für die Bildgestaltung von Life Guidance für den Österreichischen Filmpreis 2019 nominiert. 2020 wurde sie mit dem Filmpreis des Vereines FC Gloria – Frauen Vernetzung Film ausgezeichnet.
Christine A. Maier lebt in Berlin. Bei der Berlinale 2021 wurde sie in die internationale Kurzfilmjury berufen. Ebenfalls 2021 wurde sie mit dem Deutschen Kamerapreis in der Kategorie Beste Kamera / Spielfilm und dem Österreichischen Filmpreis 2021 für Quo Vadis, Aida? ausgezeichnet.

## Filmografie (Auswahl)
- 1995: Der Dreifachstecker (Kurzfilm)
- 1999: Nordrand
- 2005: Zeppelin!
- 2006: Esmas Geheimnis – Grbavica
- 2007: Free Rainer – Dein Fernseher lügt
- 2007: Itty Bitty Titty Committee
- 2010: Zwischen uns das Paradies
- 2010: Satte Farben vor Schwarz
- 2011: Festung
- 2012: Tatort: Falsch verpackt
- 2013: Tatort: Angezählt
- 2014: Tatort: Borowski und das Meer
- 2014: Tatort: Vielleicht
- 2017: Licht
- 2017: Life Guidance
- 2019: Balanceakt
- 2019–2020: Letzte Spur Berlin (Fernsehserie, 5 Folgen)
- 2020: Quo Vadis, Aida?
- 2022: Elfriede Jelinek – Die Sprache von der Leine lassen
- 2022: Serviam – Ich will dienen
- 2023: The Last of Us (Fernsehserie, 1 Folge)

## Auszeichnungen (Auswahl)
- 2022: Ehrenzeichen des Landes Steiermark für Wissenschaft, Forschung und Kunst[12]
- 2023: Filmfestival Bozen – Ehrenpreis für eine herausragende Filmkarriere[13]